# كارول لومبارد
كارول لومبارد (Carole Lombard) (وُلدت 6 من أكتوبر 1908م - تُوفيت 16 من يناير 1942م)هي ممثلة أمريكية. اشتهرت كارول وذاع صيتها لأدورها المميزة خاصةً في فيلم سكروبول كوميدي (screwball comedy) خلال الثلاثينيات من القرن العشرين. كما كانت ضمن قائمة معهد الفيلم الأمريكي لأفضل ممثلات السينما الأمريكية على الإطلاق، كما كانت النجمة الأعلى أجرًا في هوليود في أواخر الثلاثينيات من القرن العشرين، حيث كانت تحصل على ما يقارب 500000 دولارًا أمريكيًا سنويًا (ما يُعادل خمسة أضعاف راتب رئيس الولايات المتحدة آنذاك). ولكن لم يدم تألقها المهني طويلًا، نتيجة موتها المبُكر عن عمر يناهز 33 عامًا في حادث تحطم طائرة مفجع أثناء عودتها من جولة لدعم البلاد خلال الحرب العالمية الثانية عن طريق فعاليات بيع سندات الحرب.
كتب غراهام غرين (Graham Greene) عن رحيلها السريع وقال إن كارول تركت خلفها «حنينًا وآلامًا وشوقًا مريرًا مفجعًا». كما مدح جمالها قائلًا «تميزت النجمة الشقراء بشعرها الأصفر المائل للفضية ووجهها المُتخذ شكل قلب الذي لا يزيدها إلا جمالًا ورقةً، ملامحها الساحرة، وقوامها الرشيق الذي يستحق أن يُتوج بالحرير كما سطع نجمها مع ما قدمته من أدوار رائعة في العديد من الأفلام الكلاسيكية البارزة مثل القرن العشرين (Twentieth Century) وماي مان جودفري (My Man Godfrey).»

## أعمالها
- أكون أو لا أكون

## وصلات خارجية
- كارول لومبارد على موقع IMDb (الإنجليزية)
- كارول لومبارد على موقع الموسوعة البريطانية (الإنجليزية)
- كارول لومبارد على موقع روتن توميتوز (الإنجليزية)
- كارول لومبارد على موقع ألو سيني (الفرنسية)
- كارول لومبارد على موقع تيرنر كلاسيك موفيز (الإنجليزية)
- كارول لومبارد على موقع أول موفي (الإنجليزية)
- كارول لومبارد على موقع قاعدة بيانات الأفلام السويدية (السويدية)
- كارول لومبارد على موقع إن إن دي بي (الإنجليزية)
- كارول لومبارد على موقع ديسكوغز (الإنجليزية)
- كارول لومبارد على موقع قاعدة بيانات الفيلم (الإنجليزية)
- Carole Lombard at Virtual History